# 旭バスストップ (秋田県)
旭バスストップ（あさひバスストップ）は、秋田県横手市の秋田自動車道上にあった高速バス専用のバス停留所である。

## 概要
秋田県道29号横手大森大内線と秋田自動車道との交点付近にあり、横手市街からは西へ5kmほどの場所にある。
2019年（令和元年）8月4日、秋田自動車道横手北SICの開通により、本線上の合流車線がバスストップと重なり使用が困難であることから乗降取り扱いを中止。

## 停車路線
- 高速 湯沢〜秋田線 （羽後交通・秋田中央交通）
湯沢 - 岩崎 - 十文字 - 横手BT - 横手インター入口 - 平鹿BS - 旭BS - 角間川BS - 南外BS - イオン御所野店前 - 長崎屋BT - 秋田駅前 - 八橋市民広場前

## 隣
E46 秋田自動車道
(3) 横手IC - 平鹿BS - 旭BS - 角間川BS - 大森PA - (4) 大曲IC